# Gasparo Carpegna
Gasparo kardinal Carpegna, italijanski rimskokatoliški duhovnik, škof in kardinal, * 8. maj 1625, Rim, † 6. april 1714.

## Življenjepis
16. junija 1670 je bil imenovan za naslovnega nadškofa in 22. junija istega leta je bil posvečen.
22. decembra 1670 je bil povzdignjen v kardinala.
10. januarja 1675 je bil imenovan za prefekta v Rimski kuriji.